# Cantone di Amou
Il Cantone di Amou era una divisione amministrativa dell'arrondissement di Dax.
È stato soppresso a seguito della riforma complessiva dei cantoni del 2014, che è entrata in vigore con le elezioni dipartimentali del 2015.
Comprendeva i comuni di:
- Amou
- Argelos
- Arsague
- Bassercles
- Bastennes
- Beyries
- Bonnegarde
- Brassempouy
- Castaignos-Souslens
- Castelnau-Chalosse
- Castel-Sarrazin
- Donzacq
- Gaujacq
- Marpaps
- Nassiet
- Pomarez